# Tet metilcitosina dioxigenasa 1
Tet metilcitosina dioxigenasa 1 (TET1) es un miembro de la familia TET de enzimas. En humanos está codificada por el gen TET1 ubicado en el cromosoma 10.

## Fúnción

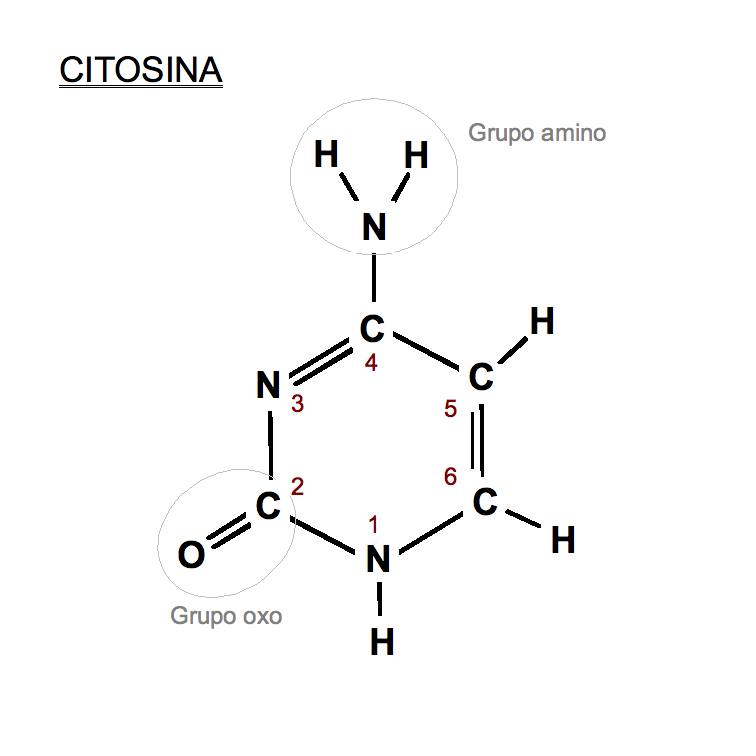

TET1 cataliza la transformación de 5-metilcitosina  en 5-hidroximetilcitosina.
TET1 juega un importante papel en la desmetilación del ADN. Este fenómeno esta implicado en la regulación de la expresión génica en los mamíferos y en el silenciamiento de determinados genes durante el proceso de diferenciación celular.

## Familia de enzimas TET
Esta familia de enzimas está compuesta por tres miembros: TET1, TET2 y TET3. Actúan sucesivamente sobre la 5-metilcitosina para dar origen a 
5-hidroximetilcitosina,   5-formilcitosina  y  5-carboxilcitosina. De las tres TET1 es la enzima más estudiada, y se considera de importancia crítica para iniciar el proceso de oxidación en la desmetilación del ADN en células de mamíferos.

## Enzimas TET y cáncer
Mutaciones en los genes TET que provocan una disminución en su expresión se han observado en diferentes tipos de cáncer.